# 米韓相互防衛条約
米韓相互防衛条約（べいかんそうごぼうえいじょうやく、英語: Mutual Defense Treaty Between the United States and the Republic of Korea、朝鮮語: 대한민국과 미합중국간의 상호방위조약）は、1953年10月にアメリカ合衆国と大韓民国（韓国）の間で締結された軍事同盟。1953年8月8日に仮調印され、1954年11月17日に発効した。効力は無期限で、1年前の予告を経て破棄できる。

## 概説
1950年6月に朝鮮半島を舞台とした朝鮮戦争となって、ついに米ソ両国を中心とした冷戦は火を噴いたが、1953年7月に国連軍・北朝鮮・中国の間で一応の休戦となった。しかし南北朝鮮は和解した訳では無く、戦争再発の危険性は十分に考えられた。
1950年1月に米韓軍事協定が締結されたが、大韓民国国軍（韓国軍）には北進を防止する目的から不十分な兵力しか与えられず、朝鮮人民軍（北朝鮮軍）の南進には全く無力であった。故にこの反省から新たに締結された条約は米韓両国の集団防衛同盟であると共に、大韓民国国軍の兵力増強を目的とした。また当時国連軍として活動していた在韓アメリカ軍の韓国国内での駐留を認めた。韓国軍の作戦指揮権は1950年7月より国連軍に委譲されていたが、1978年11月に設置された米韓連合司令部に作戦統制権（Operational control）として継承された。
1993年12月に平時の作戦統制権は大韓民国国軍に移管した。有事の際は韓国軍は引き続き米韓連合司令部の指揮下に入る事になっている。戦時作戦統制権は2012年4月に米韓連合司令部から大韓民国国軍に移管される予定となっていたが、北朝鮮情勢の悪化を受けて2015年12月、さらに2020年代中頃まで延期された。